# Max Payne 3
Max Payne 3 este un joc video de tipul shooter third-person dezvoltat de studiourile Rockstar și publicat de Rockstar Games. Este al treilea joc din seria Max Payne și a fost lansat pentru PlayStation 3 și Xbox 360 în mai 2012 și Microsoft Windows în iunie. Dezvoltarea a fost coordonată de Rockstar Vancouver în colaborare cu studiourile din New England, Londra și Toronto. Este primul joc din serie care nu a fost dezvoltat de compania finlandeză Remedy Entertainment și care nu a fost scris de creatorul seriei Sam Lake. Scriitorul principal al Max Payne 3 a fost Dan Houser, care a scris și Red Dead Redemption, Grand Theft Auto IV și Bully, printre alte jocuri de succes.

## Gameplay
Max Payne 3 este un shooter third-person unde jucătorul are rolul personajului Max Payne. Personajul este vizulizat din spate ca în precedentele jocuri ale seriei. O caraceristică nouă este adăugarea unui sistem de cover, dar care nu exclude nevoia de a te mișca în timpul schimburilor de focuri. Max Payne 3 păstrează funcția bullet-time pentru care seria este cunsocută. În bullet-time derularea timpului este încetinită jucătorul având mai mult control asupra personajului. O altă caraceristică nouă este cea numită "Last Stand": îi permite jucătorului după ce își pierde toată viața să și-o poată recăpăta omorând un inamic într-o perioadă scurtă de timp.
Max Payne 3 păstrează funcția "shoot-dodge" din jocurile precedente ale seriei. Jucătorii pot să rămână la pământ după o săritură, putând de asemenea să împuște la 360 de grade în jurul lor (stând pe spate sau de pe burtă). Jocul îmbină animațiile cu recțiile fizice propice (prin intermediul motorului fizic Euphoria) făcând Max Payne 3 de departe cel mai realistic joc realizat de Rockstar (după spusele creatorilor).
Jocul îmbină de asemenea momentele de joc propriu-zis și cele în care se povestește (unde jucătorul nu are control asupra personajului) nefiind vreo pauză între ele sau vreun moment în care jocul se încarcă.

### Multiplayer
Modul multiplayer conține hărți și moduri care se vor schimba dinamic în timpul unu meci, pe lângă un sistem de răsplată, clasamente și clanuri.
Max Payne 3 introduce un sistem de clanuri numit "Crews". Acesta permite jucătorilor sa își formeze clanuri private cu prietenii sau să se alăture unor clanuri publice. Un jucător poate fi membru a maxim cinci clanuri. Îndeplinirea sarcinilor unui clan va răsplăti jucătorul cu puncte de experientă.

## Subiect
Nouă ani după evenimentele jocului precedent, Max Payne s-a pensionat din slujba de polițist în New York, s-a mutat în New Jersey și a devenit dependent de alcool și calmante. După o altercație într-un bar cu fiul unui șef de mafie din oraș intervine Raul Passos. Raul îl căuta pe Max pentru a-i oferi o slujbă de bodyguard în America de Sud. Fiind ținta mafiei locale, Max acceptă oferta și ajunge să lucreze alături de Raul Passos pentru protejarea unor celebrități din São Paulo, Brazilia.
1. 1 2 3   https://cdaction.pl/gry/max-payne-3, accesat în 4 februarie 2025 Lipsește sau este vid: |title= (ajutor)
2. ↑   https://www.rockstarmag.fr/studios/rockstar-studios/ Lipsește sau este vid: |title= (ajutor)
3. ↑   https://maxpayne.fandom.com/wiki/Max_Payne_3 Lipsește sau este vid: |title= (ajutor)
4. ↑  Steam
5. ↑  Humble Store
6. ↑   https://pegi.info/search-pegi?q=Max+Payne+3&op=Search&age%5B%5D=&descriptor%5B%5D=&publisher=&platform%5B%5D=&release_year%5B%5D=&page=1&form_build_id=form-bqtP41brChduxNsNe6MovgnWK-jb01nqbHr19gPePBU&form_id=pegi_search_form Lipsește sau este vid: |title= (ajutor)